# サン・ファニーコ海峡
サン・ファニーコ海峡（サン・ファニーコかいきょう、英語: San Juanico Strait）別名、サン・ファニコ海峡（サン・ファニコかいきょう）、サン・ファニコ水道（サン・ファニコすいどう）は、フィリピン中部ヴィサヤ諸島の二つの大きな島、サマール島とレイテ島とを隔てる、フィリピンでも最も狭い海峡のひとつ。
狭い上に長く、曲がりくねった海峡なので大型船の運航には向かない。最も狭い場所では幅2kmほど。この海峡を、東南アジア随一の大橋サン・ファニーコ橋が結んでいる。

## ギャラリー

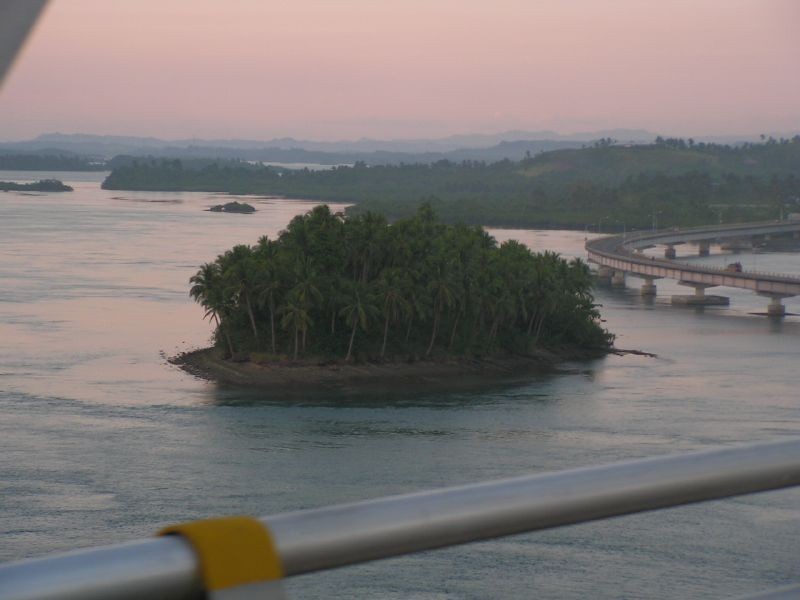
サン・ファニーコ橋の上から見たサン・ファニーコ海峡
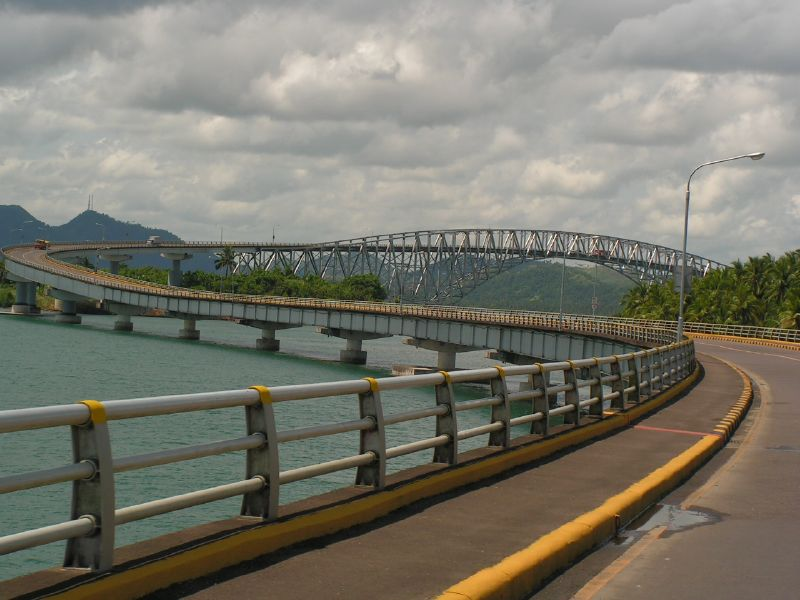
サン・ファニーコ海峡に架かるサン・ファニーコ橋